# Shannon Larkin
Shannon Larkin (ur. 24 kwietnia 1967 w Chicago, Illinois) – amerykański perkusista. Aktualnie członek zespołu hardrockowego Godsmack. Był także członkiem następujących zespołów: Another Animal, Ugly Kid Joe, Snot, Wrathchild America, Souls At Zero, Stone Sour, MF Pitbulls, Kiddie Porn, zawsze jednak występował w barwach wydawnictwa Universal Records.

## Sprzęt
| - Bębny firmy Yamaha - Roy Haynes Signature Werbel - Yamaha Birch Custom Absolute - 22x18 Bass Drum - 13x11 Tom - 14x12 Tom - 16x16 Floor Tom - 18x16 Floor Tom |  | - Talerze firmy Sabian - Sabian AA Regular Hats 13", 14" - Sabian AA Medium Crash 16", 20" - Sabian AA Rock Crash 19" - Sabian AA Crash 20" - Sabian AA Splash 10", 12" - Sabian AA Chinese 22" - Sabian Ice Bell 12" - 2x Sabian HH Power Bell Ride 22" |  | - Hardware firmy Yamaha - 10x Statyw Łamany CS-945 - 3x Statyw Werblowy SS-940 - Podwójna Stopa Flaying Dragon DFP-9310 - Stołek DS-840 - Statyw HiHat HS-1000 - CH-745 - Pałki firmy Vic Firth - American Classic Rock - Naciągi firmy Remo - Perkusjonalia firmy Toca Percussion |

## Wideografia
- Shannon Larkin – Behind the Player: Shannon Larkin (2008, DVD, Alfred Music)